# Houin (Bénin)
Pour les articles homonymes, voir Houin.
Houin est l'un des cinq arrondissements de la commune de Lokossa dans le département du Mono au Bénin.

## Géographie
Houin est situé au sud-ouest du Bénin et compte 7 villages que sont Dessa, Houedaho, Tokpa, Kessawe, Logbo sessehoukamey et veha

## Histoire
{Assou Houinhouin est un chasseur de grand gibiers fondateur de Houin. Le nom Houin est juste un diminutif de son nom Houinhouin, Les premiers hommes installés vers 1200 étaient les WATCHIBÈ, ils étaient des agriculteurs, pêcheurs ou chasseurs venus, de togo. 
Les SOHO dont les origines ne sont pas connues jusque là, ont été accueillis par les WATCHIBE vers 1700. Il leur a été attribué le rôle de surveillance de l'eau et de prières sous l'autorisation du roi. Houin a connu plusieurs rois dont le 43ème est décédé le 12 septembre 2014 a pour nom Holou TOFFA 2 né de la famille SOUVI de Logohoué dans le village de TOKPA.}

## Démographie
Selon le recensement de la population de 2013 conduit par l'Institut national de la statistique et de l'analyse économique (INSAE), Houin compte 8 400 habitants .